# Currituck (Észak-Karolina)
Currituck település az Amerikai Egyesült Államok Észak-Karolina államában, Currituck megyében, melynek megyeszékhelye is. Lakosainak száma 716 fő (2000).

## Népesség
A település népességének változása:

| 2000 | 716 |